# فردان
کوه فردان در دهستان پشتکوه موگویی شهرستان فریدون‌شهر و در ۲۷ کیلومتری جنوب باختری فریدون شهر و باختر روستای کمران با ارتفاع ۳۹۴۵ متر واقع شده است. سرچشمه آب کمران، آب کاهگان و آب سه پستان است. روستاهای کمران، وزوه، کاگونک، کاهگان، دورک وستگان و
کلوسه در دامنه‌های این کوه واقع هستند.
این کوه،بدلیل ریزش بهمن های مهیب در بین اهالی منطقه معروفیتی خاص دارد.